# FemTechNet
FemTechNet (FTN) là một mạng lưới nữ quyền gồm giới học giả, nghệ sĩ và nhà hoạt động xã hội nổi tiếng với các thí nghiệm sư phạm phi tập trung và nữ quyền. FemTechNet đã trở thành tâm điểm của nhiều hãng truyền thông khác nhau khi phát đi những nỗ lực "gây bão" Wikipedia theo sáng kiến "wikistorming" của mình. Ngoài dự án Wikipedia năm 2013, FemTechNet từng được mô tả là "một cách tiếp cận mới cho việc học hỏi hợp tác", và là một "thành phần nữ quyền chống MOOC."

## Hình thành
Mạng lưới này bắt đầu ở Nam California vào năm 2012 với Anne Balsamo và Alexandra Juhasz là người đồng sáng lập và đồng điều hành viên. FemTechNet tự mô tả mình là "một mạng lưới được kích hoạt gồm giới học giả, nghệ sĩ và sinh viên làm việc cùng nhau và ở ranh giới công nghệ, khoa học và nữ quyền trong nhiều lĩnh vực bao gồm STS, Truyền thông và Nghiên cứu Thị giác, Nghệ thuật, Phụ nữ, Queer và Nghiên cứu Dân tộc học." Trong một công trình nghiên cứu viết về khái niệm được bình duyệt, những người sáng lập đã mô tả cụ thể hơn dự án như một trong những thành quả xây dựng cộng đồng liên ngành.
Các khóa học cộng tác mở phân tán (Distributed Open Collaborative Course, viết tắt DOCC), sáng kiến chính của FemTechNets, sử dụng các công nghệ được nối mạng theo nhiều cách sáng tạo, bao gồm phát triển các lớp "nút" xoay quanh các chủ đề chia sẻ được tăng cường bằng các cuộc thảo luận video có sẵn trên trang web của FemTechNet bởi các giảng viên đại học tham gia. DOCC đầu tiên, "Dialogues in Feminism and Technology" (Đối thoại trong Nữ quyền và Công nghệ), được khởi xướng vào năm 2013 dưới dạng các khóa học lấy tín chỉ tại các trường đại học và viện đại học trên toàn nước Mỹ.
Sinh viên phi truyền thống tham gia khóa học thông qua thành phần người học tự định hướng, miễn phí của trang web FTN. Trong năm 2014 - 2015, chuỗi Khóa học cộng tác mở phân tán (DOCC) thứ hai đã được cung cấp tại các nút sau.
Năm 2013, FemTechNet đã phát động sự kiện "Storming Wikipedia", nhằm khuyến khích sinh viên tham gia vào việc sửa đổi Wikipedia. Được mô tả như một phản ứng đối với tình trạng mất cân bằng giới tính của Wikipedia, nhiệm vụ này cũng được sử dụng nhằm nêu bật "những đóng góp đáng kể của các nhà nữ quyền đối với công nghệ". "Wikistorming" thu hút sự chú ý của các mạng truyền thông chính thống, bao gồm cả một câu chuyện của Fox News và CampusReform.org, hàm ý mang tính chế giễu việc đóng khung khung nỗ lực này là phản thực tế.